# 智力三元理論
智力三元理論（Triarchic theory of intelligence），是由羅伯特·史坦伯格，此智力理論是對於心理計量取向的學者如阿爾弗雷德·比奈、查爾斯·斯皮爾曼等人透過智力測驗與因素分析等統計方法來理解智力的批判，史坦伯格希望以認知取向的方法來理解智力，他的理論是採用訊息處理理論的觀點來研究智力的。
史坦柏格認為智力的定義為「一個透過選擇與塑造，適應與自身生活有關的真實世界環境，的有目的性心理活動」，他是智力為一個個體在他的一生中適應外在世界變化的能力，他認為智力可以分為三個向度，包括分析智力、經驗智力以及實用智力，這三種智力的成分之間是互相重疊的結構。

## 訊息處理的不同成分

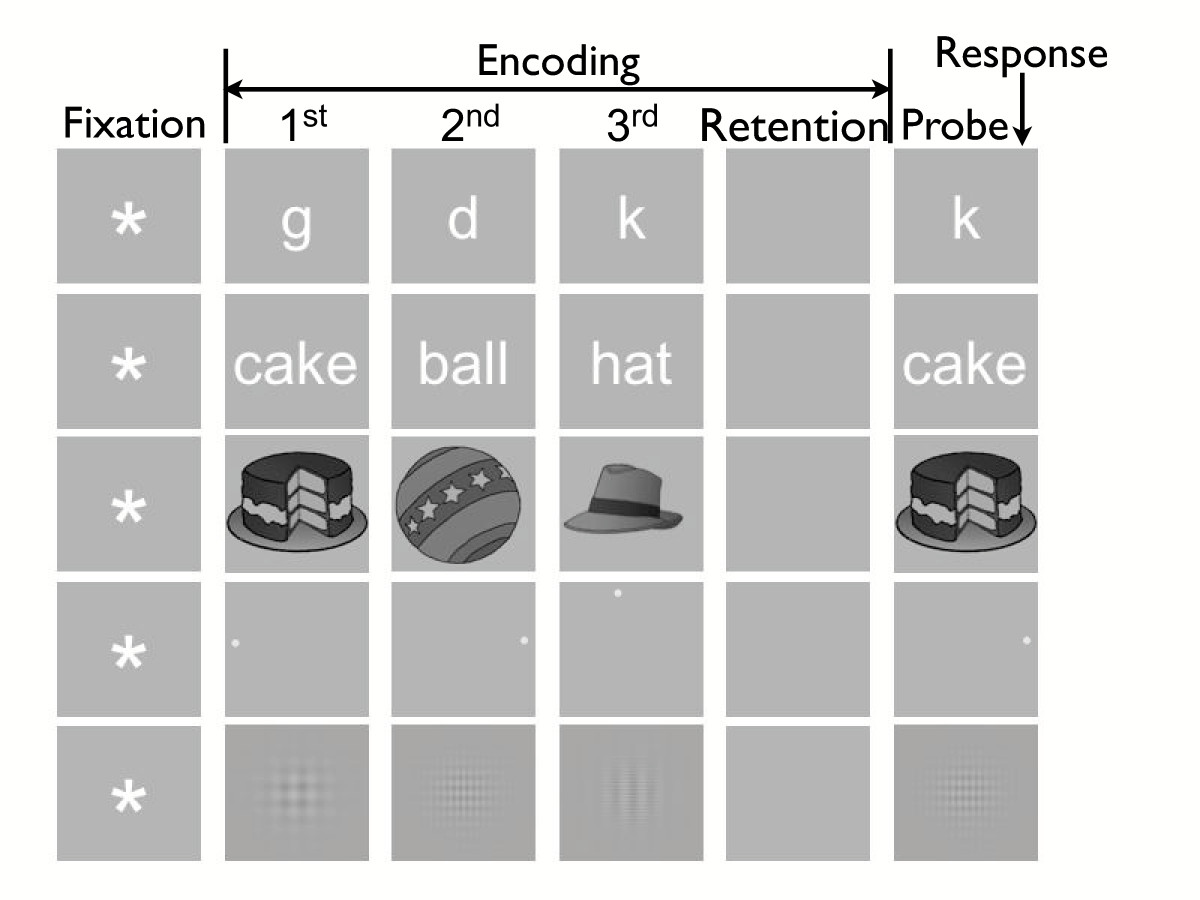
Schematic illustrating one trial of each stimulus pool in the Sternberg task: letter, word, object, spatial, grating.

史坦伯格透過關於心智的一系列研究得出不同的認知成分，這些成分他分別命名為後設成分(metacomponents)、表現成分(performance components)、知識獲取成分(knowledge-aquisition components)
後設成分負責進行問題解決、決策的認知工作，它主要是與我們要做什麼的大腦認知歷程有關連，這個智力的形式常常以中世紀的創造生物何蒙庫魯茲做為比喻，意旨我們透過這個部分的認知成分去控制我們的行動。
表現成分則是我們實際上執行大腦所輸出的指令的歷程，透過這個成分，我們能執行日常生活中的行動，例如從長期記憶中提取資訊運用在工作記憶上
最後一種成分是知識獲取成分，它是我們用以獲取新資訊的成分，這些成分會完成從選擇性注意接受訊息到對接收的訊息做出認知處理(例如分類或合併)。
史坦伯格在研究中指出這三種訊息處理的成分與它提出的三種智力結構成分是相呼應的關係，且都能在不同的情境中運用不同的成分。

### 組成-分析智力
典型的大腦功能，包含後設認知、記憶力、知識的吸收力、訊息處理能力

### 經驗-創造智力
創意與創新化思考能力，能夠將多個事物聯想的能力、能夠用舊有經驗解決新問題的能力

### 脈絡-實用智力
生活中實際用到的技能能力，適應、改變及選擇環境的能力

## 引用
1. 1 2 3  Sternberg, Robert J. . Cambridge [Cambridgeshire]: Cambridge University Press. 1985. ISBN 0-521-26254-2. OCLC 10777905.
2. ↑  Shaffer, David R.  2 ban. Taibei Shi: Xinjiapo shang Sheng zhi xue xi Ya Zhou si ren you xian gong si Taiwan fen gong si. 2014. ISBN 978-986-5840-34-1. OCLC 905678693.
3. ↑  Colangelo, Nicholas; Davis, Gary A.  3rd ed. Boston: Allyn and Bacon. 2003. ISBN 0-205-34063-6. OCLC 49821508.